# Kevin Sheppard
Kevin Sheppard (Saint Croix, Islas Vírgenes Estadounidenses, 17 de septiembre de 1979) es un exjugador de baloncesto y exjugador de fútbol virginense estadounidense. En sus años activo, fue miembro tanto de la selección de baloncesto como de la de fútbol de su país. 

## Trayectoria
Sheppard asistió a la Universidad de Jacksonville entre 1998 y 2003 donde jugó para los Dolphins, tanto en su equipo de baloncesto como en el de fútbol, los cuales formaban parte de la Atlantic Sun Conference de la División I de la NCAA.
En agosto de 2002, siendo todavía un atleta-estudiante, fue convocado por el cuerpo técnico de la selección de fútbol de las Islas Vírgenes de los Estados Unidos para actuar en el torneo caribeño de clasificación a la Copa de Oro de la Concacaf 2003. Jugó dos partidos frente a la República Dominicana, en los que, si bien su equipo terminó siendo ampliamente superado, él pudo anotar un gol en cada encuentro. 
Su carrera como baloncestista en el circuito universitario estadounidense culminó con promedios de 11,3 puntos, 2,5 rebotes y 3,7 asistencias por partido en 114 presentaciones. Tras no quedar seleccionado en el Draft de la NBA de 2003, decidió desarrollar una carrera como jugador de baloncesto profesional en diversos países del mundo. Por ese motivo Sheppard, durante más de una década, actuaría en las ligas menores de los Estados Unidos, pero también en torneos en Venezuela, Puerto Rico, Argentina, Israel e Irán.
Con la selección de baloncesto de Islas Vírgenes de Estados Unidos el base jugó entre 2003 y 2015, llegando a participar en tres ediciones del Campeonato FIBA Américas (2003, 2007 y 2009), en cuatro del Centrobasket (obteniendo la medalla de plata en 2006 y 2008) y del Caribebasket (siendo campeón en 2011 y 2015), y en el certamen de baloncesto masculino de los Juegos Panamericanos de 2007. 

## Vida privada
Entre fines de 2008 y comienzos de 2009, Sheppard colaboró con el cineasta alemán Till Schauder para filmar el documental The Iran Job sobre su experiencia como jugador extranjero en la Superliga de Irán. La película fue estrenada en 2012.